# Jataí (botânica)
Apesar do termo Jataí ser a designação comum a várias plantas, de diferentes gêneros da família das palmas, ele pode remeter mais especificamente à espécie de palmeira Butia yatay, de até 12 metros, nativa das planícies arenosas do Brasil (especialmente dos estado do Paraná e do Rio Grande do Sul), Argentina, Paraguai e Uruguai. Possui estipe de que se extrai fécula, a farinha de jataí, folhas penatífidas, verde-acinzentadas, inflorescência com duas espatas e drupas ovóides, utilizadas para a produção de álcool, com sementes vermífugas e de que se extrai óleo alimentar. Também conhecido pelos nomes de butiá, butiazeiro, coqueiro-jataí, iataí e iati.